# Altra College

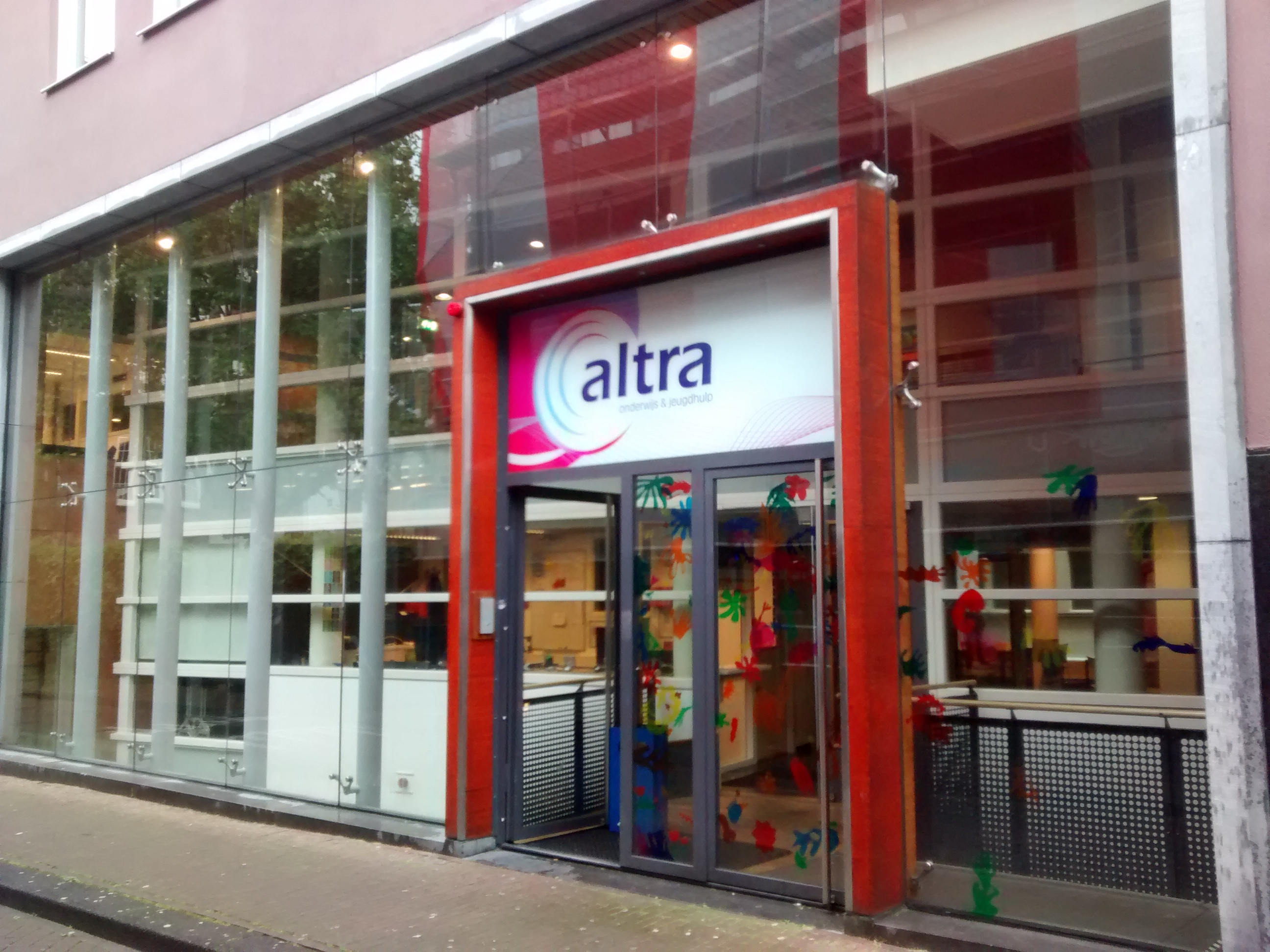
Altra College Centrum

Het Altra College is een school voor speciaal voortgezet onderwijs met vestigingen verspreid over Amsterdam, Hoofddorp, Purmerend en Krommenie.
Altra College is een school voor leerlingen die problemen hebben in de omgang met medeleerlingen, leraren en/of hun ouders, of kampen met psychiatrische problemen. Sommige leerlingen van het Altra College worden direct vanaf het (speciale) basisonderwijs aangemeld. Andere leerlingen hebben eerder op het regulier voortgezet onderwijs gezeten.

## Vestigingen
Er zijn zeven vestigingen van het Altra College. Dit zijn:
- Altra College Bleichrodt - Amsterdam
- Altra College Centrum - Amsterdam
- Altra College Arkin - Amsterdam
- Altra College Zuidoost - Amsterdam
- Altra College Haarlemmermeer - Hoofddorp
- Altra College Waterland - Purmerend
- Altra College Zaanstreek - Krommenie

Verder werkt het Altra College samen met:
- De Bascule Jeugdpsychiatrie AMC - Amsterdam
- De Koppeling - Amsterdam
- Purmercollege - Amsterdam